# Guillaume Dufay
Guillaume Dufay, o Du Fay (in alcuni testi antichi anche Du Fayt) (1397 circa – Cambrai, 27 novembre 1474), è stato un compositore e teorico musicale franco-fiammingo.
Figura centrale della scuola di Borgogna, fu il più famoso e influente compositore europeo della metà del XV secolo. La sua opera ha dato avvio al periodo rinascimentale in musica.

## Biografia

### Gli inizi della carriera
La data e il luogo di nascita di Guillaume Dufay sono ignoti. Secondo la ricostruzione proposta dal musicologo Alejandro Planchart, sarebbe nato il 5 agosto 1397 a Beersel, un sobborgo di Bruxelles, figlio illegittimo di un prelato e di una donna di nome Marie Du Fayt. Sull'anno e sul luogo di nascita sono state formulate anche ipotesi diverse, tutte su base congetturale. L'anno di nascita, in particolare, è ipotizzato solo sulla base del fatto che il nome "Willemet", poi "Willermus", compare nei registri dei pueri cantores ("petit vicaires") della cattedrale di Cambrai fra il 1409 e il 1414, il che fa supporre una muta della voce in quest'ultimo anno.
Marie si trasferì a Cambrai con suo figlio, presso un suo parente che era canonico in quella cattedrale. Le doti musicali del giovane Dufay si rivelarono presto alle autorità della cattedrale, che gli diedero la possibilità di compiere studi musicali; studiò dunque con Jean de Hesdin nel corso dell'estate del 1409 e fu inserito nel coro di voci bianche della cattedrale dal 1409 al 1412, diretto in quegli anni da Nicolas Malin, e, successivamente, da Richard Loqueville. Le autorità, colpite dalle doti dimostrate dal ragazzo, gli diedero, nel 1411, una copia del Doctrinale Puerorum di Alexandre de Villedieu, un evento eccezionale per un ragazzo così giovane.
Nel giugno 1414, Dufay ebbe l'incarico di cappellano della chiesa di San Géry, nelle vicinanze di Cambrai. Dal novembre del 1418 al 1420 fu suddiacono nella cattedrale di Cambrai.
Fra il 1414 e il 1418 si svolse il Concilio di Costanza, di gran lunga la più importante assemblea del clero europeo dopo il Concilio Lateranense del 1215; molti fra i circa 8000 prelati e chierici partecipanti furono accompagnati dai musicisti delle loro cappelle, e il Concilio divenne quindi il più importante evento nella storia della musica del XV secolo. A Costanza furono presenti il cardinale Pierre d'Ailly, vescovo di Cambrai fino al 1411 e uno dei teologi più eminenti dell'epoca, e il suo successore alla diocesi di Cambrai, Jean de Lens. Partecipò al Concilio di Costanza, come portavoce del papa Gregorio XII, anche il principe italiano Carlo Malatesta.
I moderni biografi ritengono molto probabile (pur in assenza di prove documentali) che il giovane Dufay si sia recato in quel periodo a Costanza, al seguito del cardinale d'Ailly o del vescovo di Cambrai, e che in quell'occasione sia stato presentato a Carlo Malatesta.

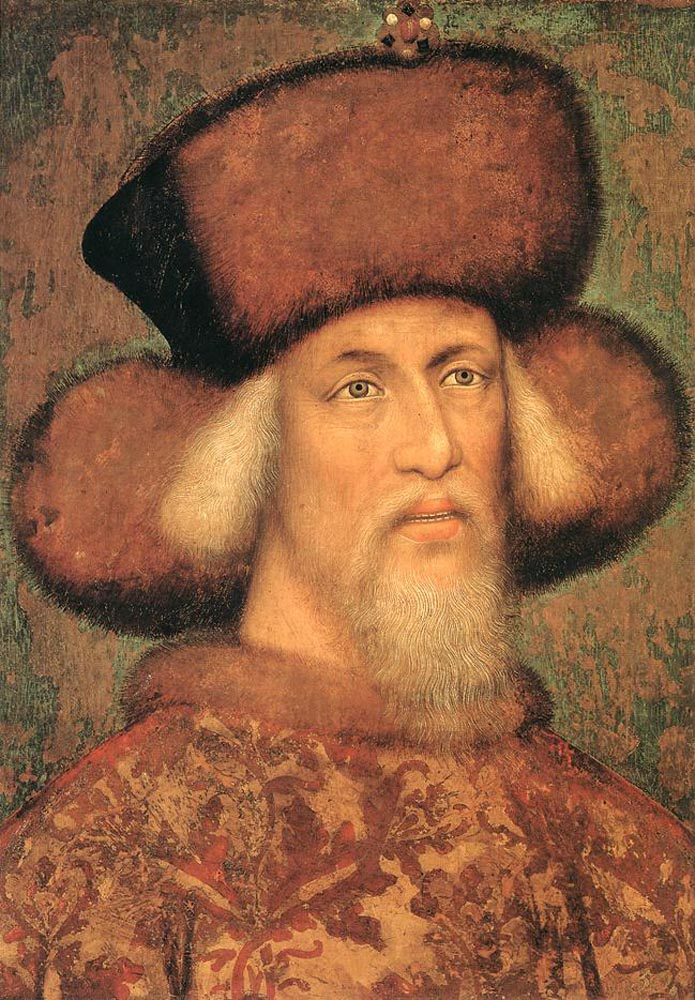
Sigismondo di Lussemburgo.

Vi sono pochi documenti che attestino gli spostamenti di Dufay fino al 1427, si sa comunque che le sue composizioni di questo periodo sono direttamente associate alla famiglia Malatesta. Questo fa supporre una permanenza di Dufay in quegli anni presso i due rami principali della famiglia, a Rimini e a Pesaro. Il più antico mottetto di Dufay rimasto è Vasilissa ergo gaude, dedicato a Cleofe Malatesta, sposa di Teodoro II Paleologo despota di Morea (1420). Le nozze di Cleofe con un figlio dell'imperatore bizantino Manuele II Paleologo (e terzo in ordine di successione all'impero) erano la diretta conseguenza degli accordi presi dagli ambasciatori dello stesso imperatore durante il Concilio di Costanza per favorire la ricomposizione del Grande Scisma. La ballata Resvellies vous è stata invece scritta per le nozze di Carlo II Malatesta con Vittoria Colonna (antenata dell'omonima poetessa) nel 1423, e il mottetto Apostolo Glorioso per l'insediamento, nel 1426, di Pandolfo Malatesta come vescovo di Patrasso. Alla corte dei Malatesta Dufay poté incontrare i compositori Hugo e Arnold de Lantins.
Nel 1424 Dufay ritornò a Cambrai a causa della malattia e della successiva morte del parente presso il quale la madre abitava. Nel 1426 fece ritorno in Italia, questa volta a Bologna, al servizio del cardinale Louis Aleman. Mentre era a Bologna fu ordinato diacono e, nel 1428, prete.

### La cappella papale e il ducato di Savoia
A seguito del trasferimento a Roma del cardinale Aleman, nel 1428, Dufay lo seguì presso la corte pontificia, dove divenne membro della cappella papale durante il pontificato di Martino V. Alla morte di quest'ultimo, nel 1431, fu eletto papa Eugenio IV, che si trovò subito in aperto conflitto con la famiglia Colonna (a cui apparteneva il suo predecessore) e con la famiglia Malatesta ad essa alleata. Ciononostante, il nuovo pontefice riconfermò Dufay nella sua posizione di cantore papale e gli assegnò ulteriori benefici. Dufay gli dedicò i monumentali mottetti Ecclesiae militantis, eseguito probabilmente nella cerimonia di insediamento, e Supremum est mortalibus bonum, per l'incontro di riconciliazione fra il papa e l'imperatore Sigismondo di Lussemburgo, avvenuto a Roma nel 1433. Compose inoltre, nel 1431, il mottetto Balsamus et munda cera, dedicato alla tradizionale cerimonia papale di benedizione delle immagini in cera dell'Agnus Dei.
Nel 1433 le condizioni politiche ed economiche della corte papale peggiorarono. Nell'anno successivo una rivolta portò alla costituzione, a Roma, di una repubblica simpatizzante con il movimento riformatore del Concilio di Basilea. Il papa Eugenio IV e la sua corte furono costretti a rifugiarsi a Firenze. Dufay lasciò Roma nell'agosto 1433.
Amedeo VIII di Savoia, da pochi anni elevato dall'imperatore al titolo di duca (probabilmente per controbilanciare l'eccessivo potere dei vicini duchi di Borgogna), desiderava dotarsi di una cappella musicale adeguata al suo nuovo rango. Colse perciò l'occasione per assumere Dufay come maestro di cappella.
Dufay mantenne comunque rapporti continuativi con la cappella papale. Nel 1436 fu completata la costruzione della cattedrale di Santa Maria del Fiore a Firenze, e, per la cerimonia di consacrazione, officiata dal papa stesso, Dufay compose il mottetto Nuper rosarum flores, una delle sue composizioni più famose. Allo stesso periodo risalgono i mottetti Mirandas parit haec urbs Florentina puellas, che celebra l'avvenenza delle giovani fiorentine, e Salve flos Tusce gentis. Durante questo periodo, e nuovamente nel 1441, Dufay ricevette alcuni lauti pagamenti anche dalla famiglia d'Este. La ballata C'est bien raison è un elogio di Niccolò III d'Este, marchese di Ferrara.
I contrasti fra il Papato e il Concilio di Basilea continuarono per tutto il decennio dal 1430 al 1440; nel 1439 il Concilio di Basilea, fortemente indirizzato dal cardinale Aleman, stabilì di deporre Papa Eugenio IV ed eleggere al suo posto proprio Amedeo VIII di Savoia (che, nel frattempo, aveva lasciato le cure del ducato al figlio Ludovico e si era ritirato a vita monastica) con il nome di Felice V, decisione contestata dallo stesso Eugenio IV.

### Canonico di Cambrai

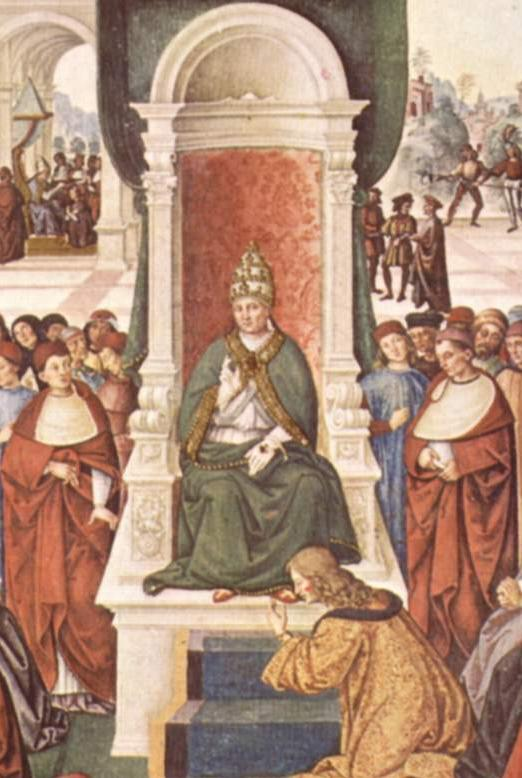
Papa Eugenio IV.

A seguito dello scisma del 1439 Dufay si trovò in una situazione delicata, a causa dei benefici conferitigli negli anni precedenti sia dal papa che dall'antipapa, e fece ritorno alla sua terra natìa nel dicembre di quell'anno. Ottenne il posto di canonico di Cambrai grazie al titolo di baccelliere in decretis (ossia in diritto canonico), forse conseguito all'Università degli Studi di Torino negli anni immediatamente precedenti. Il 6 luglio Dufay entrò quindi alle dipendenze del duca di Borgogna; tra le prime testimonianze della sua attività a Cambrai vi sono la sua presenza al capitolo generale della cattedrale, il 9 dicembre 1439, e una ricevuta per 36 partite di vino per la festività di San Giovanni evangelista datata 27 dicembre 1440.
Dufay rimase a Cambrai per tutto il decennio successivo: oltre a occuparsi dell'amministrazione della cattedrale, sovrintese con Nicolas Grenon alla completa revisione e copiatura dei volumi di manoscritti musicali della cattedrale. Nel 1444 subì la perdita della madre Maria, che ebbe il privilegio di essere sepolta nella cattedrale, in considerazione del ruolo e del prestigio del figlio. Nel 1445 Dufay si trasferì nella casa del suo predecessore, che rimase la sua dimora per il resto della sua vita.
Dopo l'abdicazione dell'antipapa Felice V, avvenuta nel 1449, le problematiche in seno alla Chiesa iniziarono ad appianarsi. Nel 1450 Dufay tornò in Italia, ed è stata ipotizzata una connessione fra la messa da lui composta in onore di Sant'Antonio di Padova e la consacrazione, nello stesso anno, dell'altare di Donatello nella basilica padovana.
Nel 1452 Dufay si trovò nuovamente presso il duca Ludovico di Savoia con il titolo di maestro di cappella e consigliere di corte. Poiché Dufay rimaneva comunque canonico di Cambrai, e non risultano pagamenti sistematici a suo favore negli archivi sabaudi, non è chiaro se egli abbia o meno risieduto stabilmente presso la corte sabauda negli anni successivi. Di questo periodo rimangono numerose composizioni, fra le quali una delle quattro Lamentationes, che egli compose sulla caduta di Costantinopoli nel 1453, e la messa Se la face ay pale. Allo stesso periodo risale una lettera di Dufay a Piero de' Medici.
La Missa L'homme armé, una delle più note di Dufay, potrebbe essere stata scritta presso la corte sabauda, o più probabilmente negli anni successivi a Cambrai. Insieme alle messe omonime di Ockeghem e Busnois, che risalgono agli stessi anni, essa diede inizio a una serie di innumerevoli messe sullo stesso tema, prodotte dai maggiori compositori rinascimentali, fino all'inizio del XVII secolo. Dufay ritornò definitivamente a Cambrai nel 1458.

### Ultimi anni di vita e morte
Nell'ultimo periodo della sua vita Dufay ricevette la visita di altri celebri compositori dell'epoca, come Antoine Busnois, Johannes Ockeghem, Johannes Tinctoris e Loyset Compère. Al 1467 appartiene uno scambio epistolare con l'organista fiorentino Antonio Squarcialupi, che su incarico di Piero de' Medici, chiedeva a Dufay di musicare una ballata di Lorenzo de' Medici. Non risulta, però, che Dufay abbia aderito all'invito. È significativo che un mottetto scritto da Loyset Compère verso il 1470, Omnium bonorum plena, elenchi una serie di musicisti che furono in qualche modo legati alla cattedrale di Cambrai: fra questi figurano Busnois, Ockeghem, Tinctoris e – primo della lista, in particolare rilievo – Dufay. Nella lista figura anche Josquin Desprez, che in quegli anni era chierico nella stessa diocesi..
A questo periodo risale la messa sul tenor dell'antifona Ave regina coelorum. L'ultima canzone che egli scrisse fu un invito a una nuova crociata dopo la caduta di Costantinopoli. Risulta che Dufay abbia composto nel 1460 una messa da Requiem, di cui però non ci è pervenuto nulla. Sarebbe stata la prima messa da requiem polifonica della storia della musica.
Dopo una malattia durata alcune settimane, Dufay morì il 27 novembre 1474. Aveva prescritto nel suo testamento che il suo mottetto Ave regina coelorum, in cui aveva inserito il tropo Miserere tui labentis Dufay, fosse cantato al suo capezzale, ma non vi fu il tempo per eseguire questa sua volontà. Fu tumulato nella cappella di Saint Etienne, nella cattedrale di Cambrai, e il suo ritratto venne scolpito sulla lapide della tomba. Dopo la distruzione della cattedrale la lastra venne smarrita, ma venne ritrovata nel 1859, ed è oggi esposta in un museo a Lilla.

## Musica di Dufay e influsso sui contemporanei
Dufay fu il più influente musicista del XV secolo. Era ricercato da sovrani di varie nazionalità (Francia, Fiandre, Italia), papi, principi e nobili. La sua musica venne copiata, distribuita e cantata in ogni nazione ove la polifonia avesse messo radici e quasi tutti i compositori della successiva generazione assorbirono alcuni elementi del suo stile. A sua volta, Dufay operò una straordinaria sintesi fra gli stili dei maggiori compositori della sua generazione e di quella immediatamente precedente, in particolare Johannes Ciconia e John Dunstable. Si può dire che la transizione fra lo stile del primo Quattrocento, erede diretto dell'Ars nova, e lo stile rinascimentale è avvenuta quasi interamente nell'opera di Dufay, che copre un arco temporale di oltre mezzo secolo, al punto che i primi sessant'anni del Quattrocento sono indicati da taluni studiosi come l'età di Dufay.
A delineare per primo il ruolo di Dufay nell'evoluzione della musica europea fu un suo contemporaneo, il poeta savoiardo Martin le Franc, che nel poema cortese Le Champion des Dames del 1442, ci offre questa significativa testimonianza (accompagnata dalla miniatura che ritrae Dufay con Gilles Binchois):
N'a pas longtemps si bien chantèrent

Qu'ils esbahirent tout Paris

Et tous ceux qui les fréquentèrent:

Mais oncques jour ne deschantèrent

En mélodie de tels chois

(Ce m'ont dit ceulx qui les hantèrent),

Que G. Dufay et Binchois.
Car ils ont nouvelle pratique

De faire frisque concordance

En haute et en basse musique,

En feinte, en pause et en muance,

Et ont prins de la contenance

Angloise et ensuy Dunstable,

Pour quoy merveilleuse plaisance

Non molti anni or sono così bene cantarono

Che fecero stupire tutta Parigi

E tutti coloro che li frequentarono:

Ma giammai composero discanti

Con melodie di tale fattura

(Così m'han detto quelli che solevano ascoltarli),

Come G. Dufay et Binchois.
Poiché questi hanno un nuovo modo

Di ottenere vivaci armonie

Nell'alta e nella bassa musica,

Nelle alterazioni, cadenze e mutazioni,

E hanno acquisito la maniera

Inglese, e seguito Dunstable,

Cosicché una meravigliosa eleganza

Rende la loro musica dilettosa e mirabile.»
La presunta partecipazione di Dufay al Concilio di Costanza è considerata dai musicologi come un momento determinante nella sua formazione musicale, in particolare per il contatto con la scuola polifonica inglese. Il cronista Ulrich von Richental riferisce infatti che, nei quattro anni di durata del concilio (dal 1414 al 1418) migliaia di musicisti (fra i quali non meno di 1700 strumentisti) furono presenti a Costanza; fra questi, i musicisti al seguito dei vescovi di Lichfield e di Norwich e del conte di Warwick, dei quali Richental descrive la partecipazione alle cerimonie liturgiche.. Johannes Ciconia non fu a Costanza, essendo morto nel 1412; ma uno dei protagonisti del Concilio, il giurista e cardinale padovano Francesco Zabarella, era stato il grande protettore di Ciconia, che gli aveva dedicato numerosi mottetti.

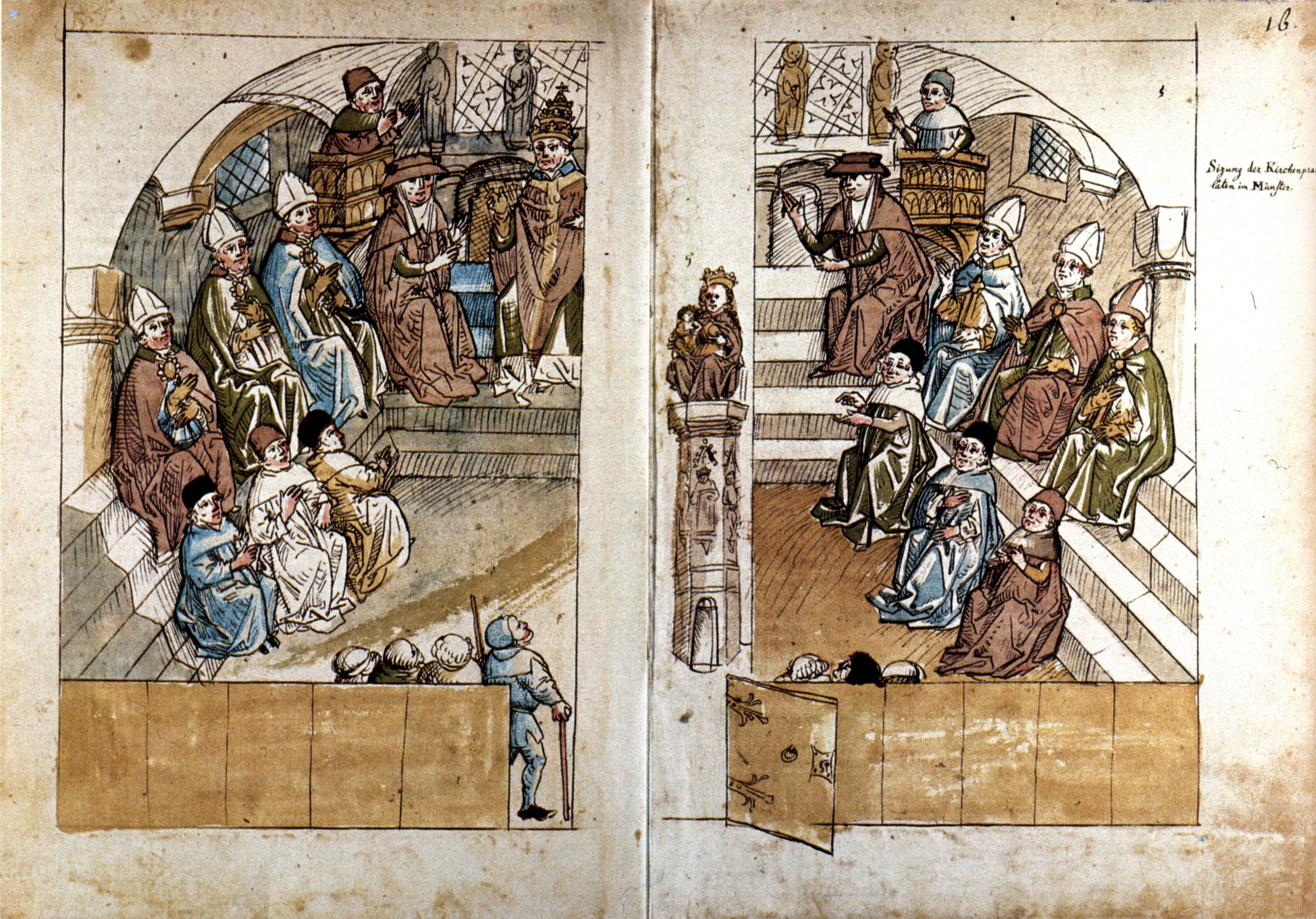
Una sessione del Concilio di Costanza.

Dufay compose in tutte le forme musicali in voga al suoi tempi: messe, mottetti, magnificat, inni, antifone nel campo della musica sacra, e rondeau, ballate, virelai nel campo della musica profana. Le composizioni attribuite con certezza a Dufay comprendono:
- 13 mottetti isoritmici;
- 8 mottetti non isoritmici;
- 7 messe complete e molti pezzi indipendenti della messa;
- 15 parti del Proprium della messa;
- 3 magnificat;
- 15 antifone;
- 24 inni;
- 87 chansons a tre e quattro voci.

Oltre a questi lavori, nel grande repertorio di musiche della metà del XV secolo pervenuteci senza indicazione dell'autore numerose opere possono essere verosimilmente attribuite a lui.
L'autorità di Dufay in campo teorico è portata da alcuni trattatisti della fine del XV secolo a sostegno delle loro proposizioni, e qualche fonte lascia intendere che Dufay abbia lasciato anche scritti teorici, che però non ci sono pervenuti. È rimasto invece il resoconto di una sua visita a St.Etienne, presso Besançon, il 14 settembre 1458, in cui i canonici del luogo, fra i quali c'era un musicista tutt'altro che inesperto, l'ex cantore pontificio Pierre Grosseteste, sottoposero a Dufay un quesito sull'attribuzione dell'antifona O quanta est exultatio al secondo o al quarto modo. Questo episodio dimostra la considerazione di cui egli godeva ai suoi tempi anche come teorico musicale. L'incarico della revisione del patrimonio musicale della cattedrale di Cambrai dimostra ulteriormente che era considerato uno dei massimi esperti non solo di polifonia, ma anche di monodia liturgica gregoriana. Dall'inventario dei beni di Dufay, redatto dopo la sua morte, apprendiamo che egli possedeva copie di alcuni fra i principali trattati di musica esistenti ai suoi tempi, primo fra tutti il Micrologus di Guido d'Arezzo.

### Messe

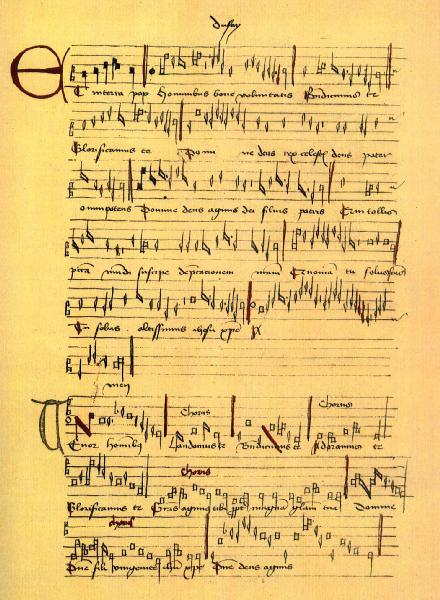
Gloria (fragmentum missae) di Dufay, dal Codice di Trento.

In musica, si definisce messa ciclica una successione completa dell'Ordinarium Missae (Kyrie, Gloria, Credo, Sanctus/Benedictus e Agnus Dei) scritta da un singolo autore, che presenti una chiara unità stilistica e tematica. La prima messa ciclica polifonica che conosciamo è la cosiddetta Messa di Notre Dame di Guillaume de Machaut, composta verso la metà del XIV secolo, che tuttavia non ha le caratteristiche di unità tematica tipiche delle messe cicliche del secolo successivo.
La prima messa ciclica di Dufay, nota fino ad alcuni anni fa come Missa sine nomine, a tre voci, utilizza in tutti i brani (tranne il Credo) una serie di motivi tematici che David Fallows ha identificato con elementi caratteristici della ballata Resvellies vous. La Messa, pertanto, è ora indicata con tale nome, ancorché studi successivi abbiano dimostrato che fu composta almeno due anni prima delle nozze fra Carlo Malatesta e Vittoria Colonna, alle quali si riferisce la ballata: in particolare, l'inizio di tutti i brani ripropone un medesimo motivo chiaramente identificabile (motivo principale), procedimento che Dufay utilizzerà in tutte le sue messe cicliche posteriori. La scrittura alterna sezioni in cui le tre voci concorrono con uguale peso al tessuto polifonico, con una distribuzione omogenea del testo e spesso vere e proprie imitazioni fra le voci, e sezioni nello stile detto cantilena, in cui la voce superiore acquista un ruolo preminente nel canto (sillabico, con rari vocalizzi) del testo sacro.
Caratteristiche simili si ritrovano nella Missa S. Jacobi, di alcuni anni posteriore, che oltre ai brani dell'Ordinarium include anche quattro brani del Proprium (Introito, Offertorio, Communio, Alleluia). Nelle messe successive di Dufay compare l'uso alla voce di tenor di un cantus firmus (melodia gregoriana, come l'antifona Ave Regina coelorum, o profana, come L'homme armé o Se la face ay pale) comune a tutti i brani della messa: questo schema compositivo ha un solo precedente noto in una messa di Leonel Power. Le messe su cantus firmus sono a quattro voci (una delle quali, detta contratenor bassus, è più grave del tenor), con occasionali passaggi a due voci (bicinia) e intere sezioni a organico ridotto (tre voci). Questo schema compositivo fu adottato in breve tempo da tutti i maggiori compositori europei e costituì una delle forme tipiche della polifonia rinascimentale.
La presenza di un medesimo tenor ripetuto in tutti i brani enfatizza l'effetto delle diverse proporzioni mensurali: ad esempio, nel Kyrie della messa Se la face ay pale, la melodia del tenor è ripetuta tre volte, con valori ritmici progressivamente ridotti secondo lo schema 3:2:1. Lo stesso Kyrie è analizzato in modo approfondito nel trattato di contrappunto di Dieter de la Motte, come esempio della varietas, che, secondo Johannes Tinctoris, era uno dei requisiti fondamentali di una buona composizione polifonica: la voce superiore di questo brano è costruita in modo da non ripetere mai una stessa figura ritmica o melodica, in contrasto con l'idea di assoluta prevalenza del contrappunto imitativo che si associa usualmente alla polifonia rinascimentale (e che è pure ampiamente presente in Dufay, ma non come tecnica esclusiva).
La messa Se la face ay pale rappresenta la prima messa ciclica conosciuta che sia stata composta su un cantus firmus profano, perciò è particolarmente celebre e oggetto di studi. Si è a lungo supposto che la messa fosse stata scritta per il matrimonio fra Amedeo IX di Savoia e Iolanda di Valois nel 1452, ma, nel 2008, è stata proposta da Anne Walters Robertson una tesi suffragata da altre evidenze storico-documentali. Dufay avrebbe effettuato un'operazione di "rilettura in chiave sacra" del testo della sua ballata Se la face ay pale, scritta circa vent'anni prima, in riferimento al volto di Cristo che si riteneva impresso sulla Sindone, acquistata dal duca Ludovico di Savoia nel 1453. Gli stessi motivi politici che avevano indotto il duca all'acquisto dell'importante reliquia, infatti, imponevano di produrre un adeguato repertorio liturgico per essa, e Dufay era rientrato alla corte di Savoia proprio l'anno prima. La reinterpretazione in chiave sacra di un testo profano, secondo una pratica prescritta da testi devozionali tardo-medievali si può ritenere il passaggio fondamentale nella comparsa di cicli di musica liturgica su tenor profano (in particolare, nel caso dell'impressionante sequenza di messe su "L'homme armé" che prende inizio pochi anni dopo la composizione della messa Se la face ay pale). Dufay ha quindi dato avvio, anche in questo campo, a una pratica ben presto diffusasi in pochi decenni fra tutti i musicisti europei e largamente proseguita nel corso del secolo successivo.
Oltre alle messe cicliche, sono attribuiti con certezza a Dufay numerosi fragmenta (brani isolati) dell'Ordinarium missae, fra i quali spicca per ampiezza e sontuosità il Sanctus noto come Sanctus papale (con il tropo Ave verum corpus), in cui l'alternanza delle sezioni, spesso in falso bordone, suggerisce una probabile esecuzione antifonale, con due gruppi separati di coristi.

### Mottetti e altre composizioni sacre

La cupola di Santa Maria del Fiore a Firenze.

Poiché il termine motetus designa semplicemente una delle voci nelle composizioni polifoniche, nell'uso corrente sono indicate con questo nome tutte le composizioni sacre, o con testo latino, non appartenenti all'Ordinarium Missae. Alcuni riservano tuttavia il termine mottetto alle composizioni su testi originali, non appartenenti alla liturgia.
I mottetti su testo originale appartengono alla prima parte della sua carriera, prima del ritorno definitivo a Cambrai, e furono composti da Dufay per specifici eventi di particolare solennità; si suppone che all'epoca siano stati raramente eseguiti al di fuori del contesto al quale erano stati destinati.. Il legame con specifiche occasioni e cerimonie consente ai musicologi di datare molti di essi con precisione. È del tutto plausibile che Dufay stesso sia l'autore dei testi, oltre che della musica, ma non esistono dati certi in merito. I mottetti di maggiore ampiezza e complessità sono quelli isoritmici. Oltre alla peculiarità del procedimento isoritmico, questi presentano generalmente una divisione in sezioni. Il passaggio da una sezione all'altra comporta spesso una proporzione, cioè un'alterazione della scansione ritmica secondo un rapporto preciso, 3:1 (proportio tripla), 2:1 (proportio duplex), 3:2 (proportio sesquialtera), o l'inverso di uno di questi. Le proporzioni si associano generalmente a variazioni della prolazione mensurale, cioè del rapporto fra i valori convenzionali di durata delle note (ad esempio si può passare da una suddivisione perfetta, cioè ternaria, a una suddivisione imperfetta, cioè binaria), con un effetto simile a quello che nella notazione moderna si ottiene con un cambio di misura della battuta. Ogni mottetto isoritmico è quindi costruito su un'impalcatura numerica complessa, che regola il ripetersi dei moduli ritmici propri di ciascuna voce. Molti mottetti iniziano con un bicinium (sezione a due voci) che precede l'ingresso del tenor e delle eventuali altre voci. In alcuni mottetti ciascuna sezione è aperta da un bicinium. Tali mottetti sono spesso politestuali, ovvero le voci cantano simultaneamente testi diversi, il che aumentava la complessità strutturale di queste composizioni.
Il fatto che alcuni dei mottetti più complessi siano associati alla permanenza di Dufay a Roma e a Firenze ha fatto ritenere che le proporzioni numeriche, usate da Dufay in alcuni di essi, siano testimonianza dell'adesione di Dufay alle idee neoplatoniche tipiche del nascente umanesimo. In particolare, Charles Warren ha ritenuto di individuare nella struttura del mottetto Nuper rosarum flores (sul tenor gregoriano Terribilis est locus iste) una precisa corrispondenza con le proporzioni considerate da Filippo Brunelleschi nel progetto della cupola del Duomo di Firenze. Più recentemente, Craig Wright ha invece sostenuto che le proporzioni usate da Dufay (6:4:2:3) in quell'opera non sono rintracciabili nell'architettura del Brunelleschi, ma sono tratte dalla descrizione biblica del Tempio di Salomone. Tenuto conto che anche altri mottetti presentano proporzioni simili (il mottetto Salve flos Tuscae gentis, ad esempio, è basato sulle proporzioni 6:3:4:2), queste ipotesi non possono essere convalidate in modo definitivo e sono oggetto di ulteriori studi.
Warren conclude che il mottetto Nuper rosarum flores sia permeato dagli ideali umanistici, mentre Wright giunge alla conclusione opposta, ossia che la struttura formale del mottetto, inclusa la possibile citazione delle proporzioni bibliche, non si discosti in alcun modo dallo stile "gotico" proprio della scuola borgognona. I mottetti isoritmici di Dufay rappresentano il punto più alto, e conclusivo, dello sviluppo di una forma musicale compiutamente ereditata dal secolo precedente; le generazioni successive di compositori abbandoneranno completamente questa forma, e la produzione più tarda dello stesso Dufay indica chiaramente la direzione in cui evolverà la polifonia sacra all'approssimarsi del XVI secolo. Tuttavia l'immagine di un Dufay trentenne del tutto estraneo al nascente pensiero umanistico è smentita dai testi poetici di quei medesimi mottetti isoritmici, che presentano temi, formule stilistiche e linguistiche decisamente orientate in senso umanistico.
Un diverso gruppo di mottetti è caratterizzato dallo stile detto cantilena, di cui si è già detto a proposito delle messe. Anche questo stile non è innovativo dal punto di vista formale, ma evidenzia ancora una volta la grande eleganza melodica e la raffinatezza espressiva di Dufay, che, contrariamente a quanto l'uso moderno della parola "cantilena" sembrerebbe suggerire, rifugge da qualsiasi ripetitività e formula stereotipa.
Alla maturità di Dufay appartengono invece sia grandi composizioni polifoniche su testi liturgici (inni, antifone), fra cui alcune versioni delle antifone mariane Alma Redemptoris Mater e Ave Regina Coelorum, sia numerose armonizzazioni di canti liturgici, a tre voci, secondo il procedimento detto falso bordone, tecnica compositiva che Dufay usò per la prima volta nella Missa Sancti Jacobi.
Dufay scrisse anche monodie per uso liturgico: alcuni inni sono monodici e in falso bordone, a strofe alterne. Alcune composizioni di Dufay presentano peculiarità degne di nota. Il mottetto politestuale Apostolo glorioso è l'unico in lingua italiana. Il mottetto Mirandas parit ha un testo profano in latino, ma ne esiste un adattamento (contrafactum) al testo sacro Imperatrix angelorum. L'ultimo mottetto isoritmico di Dufay, Fulgens iubar, ha lo stesso finale, sulla parola Amen, di Nuper rosarum flores. La sequenza Gaude Virgo utilizza a più riprese il tema melodico della chanson En attendant di Filippo da Caserta, che era stata l'insegna di Bernabò Visconti.
La canzone Vergine bella, su testo del Petrarca, è da alcuni assimilata a un mottetto cantilena per il suo carattere spirituale. In modo simile, sono composizioni non completamente ascrivibili né al genere sacro né a quello profano le quattro lamentazioni sulla caduta di Costantinopoli del 1453, una sola delle quali ci è pervenuta (O tres piteulx / Omnes amici eius), e la composizione Juvenis qui puellam. Quest'ultima (un brano a tre voci, parzialmente in falsobordone, di cui non ci è pervenuta la parte finale) è apparentemente la parodia di una disputa di diritto canonico (se sia lecito a un giovane, che ha sposato una fanciulla non ancora settenne e se ne è separato senza consumare le nozze, di sposarsi successivamente con una cugina della stessa fanciulla): non è dato sapere se Dufay avesse un'intenzione puramente goliardica, o piuttosto, come ipotizza David Fallows, abbia voluto alludere alla condizione del papato determinata dall'apertura del Concilio di Ferrara, in opposizione al Concilio di Basilea che era iniziato sette anni prima.

#### Mottetti isoritmici
La seguente tabella riporta i mottetti isoritmici composti da Guillaume Dufay in ordine cronologico (presunto), e le loro destinazioni:
| Incipit                          | occasione |
| -------------------------------- | --- |
| Vasilissa, ergo gaude            | partenza di Cleofe Malatesta per le nozze con Teodoro Paleologo, Rimini, 20 agosto 1420 |
| O sancte Sebastiane              | in onore di san Sebastiano, forse per invocare protezione contro l'epidemia di peste, 1423-24 |
| O gemma, lux et speculum         | in onore di san Nicola di Bari; forse per la visita a Bari durante il viaggio per Patrasso al seguito dell'arcivescovo Pandolfo Malatesta, 1424                                                                                   |
| Apostolo glorioso, da Dio electo | (testo in italiano) per la ridedicazione a sant'Andrea di una chiesa a Patrasso, 1426 |
| Rite maiorem Jacobum canamus     | in onore di san Giacomo, con acrostico ROBERTUS ACLOU CURATUS SANCTI JACOBI (Robert Auclou fu segretario del cardinale Aleman fino al 1428, e anche negli anni successivi abbe innumerevoli contatti con Dufay); occasione ignota |
| Ecclesie militantis              | incoronazione del papa Eugenio IV, Roma, 11 marzo 1431 |
| Balsamus et munda cera           | cerimonia papale di distribuzione di immagini in cera dell'Agnus Dei, Roma, 7 aprile 1431 |
| Supremum est mortalibus bonum    | incontro a Roma fra Eugenio IV e il Rex Romanorum Sigismondo di Lussemburgo, 21 maggio 1433 |
| Nuper rosarum flores             | cerimonia papale di dedicazione della cattedrale di Santa Maria del Fiore a Firenze, 25 marzo 1436 |
| Salve flos Tusce gentis          | cerimonia della domenica delle Palme, Firenze, 1 aprile 1436 |
| Magnanime gentis                 | trattato di pace fra Berna e Friburgo, 3 maggio 1438 |
| Fulgens iubar ecclesie Dei       | dedicato a Petrus du Castel (acrostico PETRUS DE CASTELLO CANTA), Cambrai, 2 febbraio 1442 |
| Moribus et genere                | festa di san Giovanni Evangelista presso la Sainte Chapelle di Digione, 1441 oppure visita del vescovo Jean de Bourgogne a Cambrai, 3 agosto 1442                                                                                 |

### Musica profana
Nella produzione profana Dufay impiega le forme fisse tipiche della chanson del XIV e XV secolo. La forma più frequente è il rondeau, seguita dalla ballata. Di uso più raro è invece il virelai (o bergerette). Ha forma autonoma Vergene bella, che costituisce la prima versione musicale, limitata alla prima strofa della celebre canzone di Francesco Petrarca. L'unico esempio precedente di testo petrarchesco messo in musica è la ballata Non al suo amante di Jacopo da Bologna. Altra composizione di forma non codificata è La belle se siet, sul tenor di una canzone popolare.
Sulla base delle datazioni certe o probabili, le opere profane di Dufay risultano in buona parte anteriori al 1440. Le opere più tarde presentano molti caratteri comuni alle composizioni profane di Gilles Binchois e Johannes Ockeghem, caratteri che si ritroveranno poi in Josquin Desprez e nella chanson francese del primo Rinascimento. Le chansons di Dufay sono a tre voci, più raramente a quattro. Di alcune, originariamente a tre voci, esiste una versione a quattro voci che è probabilmente opera di un autore successivo, come nel caso di Se la face ay pale.
La scrittura è assai varia: in molte chansons la voce superiore ha un ruolo di maggior rilievo, come avviene per la musica sacra nello stile detto cantilena, e le altre voci sono probabilmente destinate all'esecuzione strumentale; in altre, invece, la polifonia vocale è sviluppata paritariamente in tutte le voci. In alcune chansons, come Par droit je puis bien complaindre et gemir, Les douleurs, Bien veignés vous, le due voci superiori sono in forma di canone.

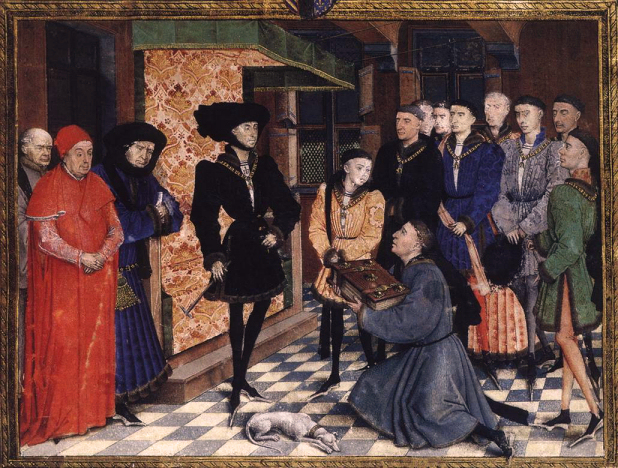
Filippo III di Borgogna e altri membri dell'Ordine del Toson d'oro. Nel 1454 il duca organizzò a Lilla un grandioso festino, passato alla storia come banchetto del voto o del fagiano, nel quale promise solennemente che i cavalieri del Toson d'Oro sarebbero intervenuti in una nuova crociata. Durante il banchetto furono eseguite numerose chansons di Gilles Binchois, e, probabilmente, anche di Guillaume Dufay.

La maggior parte dei testi sono in francese, ma ci sono rimaste otto canzoni con testo italiano: fra queste, Quel fronte signorile è un adattamento del rondeau in francese Craindre vous vueil. L'uso dell'italiano è certamente connesso alla ricorrente presenza di Dufay in Italia, ma si deve notare che le due ballate esplicitamente dedicate a signori italiani, Resvellies vous e C'est bien raison, sono entrambe in francese.
Nel testo delle due ballate appena citate compaiono i nomi dei dedicatari, rispettivamente Carlo Malatesta e Niccolò III d'Este; ma nei testi di altre canzoni di Dufay si incontrano riferimenti a luoghi o persone verosimilmente appartenenti alla storia privata del compositore, come nel caso di Adieu ces bons vins de Lannoys, di Ce moys de may e delle composizioni i cui testi sono acrostici su nomi di persone: CATERINE DUFAY (Craindre vous vueil), FRANCHOISE (Franc cuer gentil), JEHAN DE DINANT (Je veuil chanter), MARIA ANDREASQ (Mon cuer me fait). La ballata Mon chier amy è l'esortazione, rivolta a un amico non identificato, a ritrovare serenità e conforto dopo la perdita di una persona cara (potrebbe essere stata indirizzata a un membro della famiglia Malatesta in occasione della morte di Pandolfo Malatesta, nel 1427). Il rondeau En triumphant de Cruel Dueil è un compianto funebre, probabilmente per la morte di Gilles Binchois nel 1460.
I testi delle canzoni sono spesso incompleti, poiché, in alcuni manoscritti, è stata copiata solo la prima strofa. Solo in pochi casi è noto l'autore dei versi, ma la presenza di riferimenti personali e di acrostici fa ritenere che molti testi siano dello stesso Dufay. L'argomento è quasi sempre l'amor cortese, secondo gli stilemi tipici del tardo Medioevo (alcune chansons, in particolare, sono dedicate al Calendimaggio). Fanno eccezione, oltre a Vergene bella, le canzoni a carattere occasionale, la ballata Invidia nimica e la canzone La belle se siet. Quest'ultima è l'elaborazione di un tema popolare (la fanciulla innamorata di un giovane condannato a morte, che rifiuta nozze più prestigiose e chiede di essere seppellita con il suo amato, per essere esempio di lealtà amorosa alle genti che vedranno la sua tomba) che è stato tramandato fino ai nostri giorni sia in Francia, nella canzone La Pernette, tradizionalmente cantata dai pellegrini diretti a Santiago de Compostela, sia nell'Italia settentrionale, nella canzone detta Fior di tomba, che ha anche ispirato il canto partigiano Bella ciao.

### Esecuzione della musica di Dufay
Come per tutta la musica dell'epoca (a parte le intavolature per strumenti a tastiera) le composizioni di Dufay compaiono nei manoscritti in parti separate, ognuna delle quali riporta l'incipit del brano e l'indicazione della voce (cantus o motetus, tenor, triplum, contra[tenor]). I mottetti sono spesso politestuali, secondo l'uso trecentesco.
In buona parte delle composizioni, incluse alcune delle messe, vi sono parti che non riportano alcun testo, il che fa sorgere il problema della loro esecuzione. Anche le parti dotate di testo includono passi e talvolta intere sezioni senza parole (ad esempio, l'inizio del mottetto Apostolo glorioso). In qualche brano, ad esempio Vergine bella, succede invece che in una parte complessivamente senza testo siano indicate alcune parole in uno o due punti.

#### Ricostruzione della prassi esecutiva

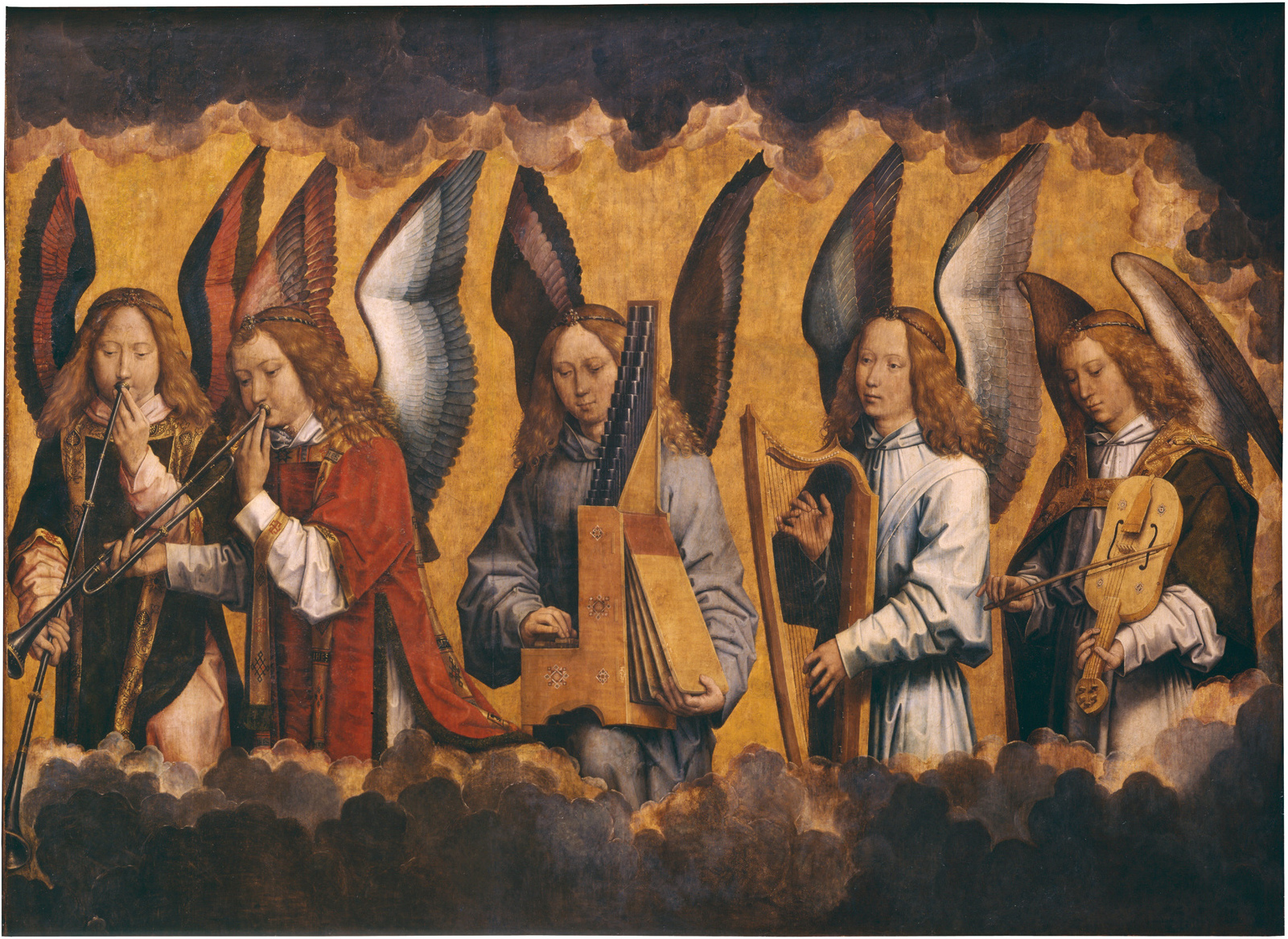
Alcuni strumenti musicali di uso corrente in Europa nel XV secolo: da sinistra, tromba da tirarsi, organo portativo, arpa e viella (pannello di un trittico di Hans Memling datato fra il 1480 e il 1494, conservato nel Museo reale di belle arti di Anversa).

Fra gli esecutori e gli studiosi esistono attualmente due opinioni contrapposte: secondo alcuni l'esecuzione delle opere di Dufay, in particolare di quelle sacre, era rigorosamente a cappella, cioè esclusivamente vocale. Secondo altri, invece, è possibile che fossero utilizzati strumenti, sia per eseguire le parti prive di testo, sia per "raddoppiare" le voci nelle altre parti, eventualmente lasciando solo lo strumento nelle sezioni senza testo.
La prima opinione è basata sul fatto che non si trova alcuna indicazione, nei manoscritti musicali o nei trattati teorici dell'epoca, che testimoni inequivocabilmente l'uso di strumenti in un contesto strettamente liturgico (anche se diversi trattatisti, da Johannes de Grocheio e Hieronymus de Moravia nel XIII secolo a Jean Gerson e Johannes Tinctoris nel XV secolo, citano l'uso di strumenti per l'esecuzione della polifonia sacra e come aiuto ai cantori per apprendere la parti vocali). All'epoca di Dufay le cappelle dipendenti da una chiesa erano composte esclusivamente da cantori, a quanto risulta dai documenti d'archivio, mentre gli strumentisti che erano alle dipendenze delle corti principesche, i menestrelli, pur essendo di solito particolarmente virtuosi nell'improvvisazione, per lo più non sapevano leggere la scrittura musicale polifonica. Per eseguire vocalmente le parti senza testo si deve optare, sempre secondo questa prima opinione, per l'assegnazione di un testo ricavato dalle altre parti, che però risulta spesso incompatibile con la notazione musicale a causa della presenza di raggruppamenti di note, detti ligaturae, che a rigore dovrebbero corrispondere a una sola sillaba, oppure per l'esecuzione dell'intera parte come un vocalizzo su un'unica sillaba.
La prassi adottata da molti interpreti moderni, che prevede l'uso di strumenti, corrisponde sia all'iconografia sacra dell'epoca, che mostra frequentemente gruppi di angeli che cantano accompagnati da strumenti (che tuttavia potrebbero essere interpretati anche in senso puramente simbolico), sia ad alcune testimonianze di contemporanei. Nel 1416 il cronista Ulrich von Richental raccontò in questi termini l'arrivo a Costanza delle cappelle dei vescovi di Lichfield e Norwich:
Cherubino Ghirardacci riferisce nella sua Historia di Bologna (1596) che il 16 giugno 1426 si tenne nella basilica di San Petronio una messa solenne per la nomina a cardinale di Louis Aleman, «con suono di organi e vari strumenti»: D. Daolmi ipotizza che si potesse trattare della Missa Sancti Jacobi di Dufay.
Giannozzo Manetti, cronista della cerimonia di consacrazione del Duomo di Firenze (1436) in cui fu eseguito Nuper rosarum flores, scrisse:
È possibile che, all'epoca, musicisti arruolati in qualità di cantori fossero anche in grado di suonare uno strumento, a seconda delle esigenze: nella miniatura da Le Champion des Dames lo stesso Dufay è ritratto accanto a un organo portativo, mentre Binchois è ritratto con un'arpa in mano. L'uso degli strumenti insieme alle voci, all'epoca di Dufay, è attestato inequivocabilmente per la musica profana (ballate, rondeau, eccetera). Per quanto riguarda i mottetti, il confine fra musica sacra e musica profana è meno netto di quanto possa sembrare, poiché alcuni presentano un testo in latino di carattere totalmente profano, magari sovrapposto a un tenor sacro. Una distinzione più oggettiva è quella fra la musica scritta su testi liturgici ufficiali (ordinarium missae e mottetti del Proprium o dei vespri, cioè antifone, sequenze, inni, eccetera) e i mottetti scritti su testi originali (probabilmente dello stesso Dufay), e pertanto non liturgici: tuttavia anche questi ultimi erano verosimilmente eseguiti in chiesa.
Sia nei mottetti che in alcune messe, come la Resvellies vous, alcune delle parti senza testo (tipicamente le parti di contratenor) sono poco cantabili. Per le messe più tarde e per la musica destinata a un uso più corrente, come i brani interamente in falso bordone, l'esecuzione a cappella, anche con diversi cantanti per ciascuna parte, appare invece molto naturale. Nel caso si opti per l'impiego degli strumenti, la scelta di questi è interamente affidata agli interpreti. Sulla base dell'iconografia e dei documenti si può ritenere che gli strumenti di uso più comune all'epoca fossero la viella ad arco, anche detta fidula, l'organo (portativo o positivo), l'arpa, il salterio, la tromba da tirarsi, la bombarda, il flauto. Nelle incisioni discografiche sono stati spesso impiegati anche strumenti rinascimentali come viole da gamba, cornetti e strumenti ad ancia incapsulata. L'accordatura degli strumenti all'epoca di Dufay era pitagorica. Considerata l'estrema variabilità dell'altezza del La da una città all'altra a quell'epoca, non vi è ragione di ritenere "più filologica" la scelta di un corista diverso da quello moderno.

### Fonti musicali
Opere di Dufay si ritrovano in oltre cento manoscritti del XV secolo, in tutta Europa. I manoscritti che contengono le raccolte più cospicue di musiche di Dufay, e che pertanto costituiscono le fonti principali per questo compositore, sono i seguenti:
- Bologna, Museo internazionale e biblioteca della musica, Ms Q15.
- Bologna, Biblioteca Universitaria Ms 2216.
- Bruxelles, Bibliothèque royale, Ms 5557.
- Modena, Biblioteca Estense, Ms lat. 471 e 456.
- München, Bayrische Staatsbibliothek, Ms mus. 3232.
- Oxford, Bodleian Library, MS Canonici Miscellaneous 213.
- Trento, Castello del Buon Consiglio, Ms 87, 88, 90, 92 e 93.

### Discografia recente
I dischi che contengono opere di Dufay, incluse le incisioni antologiche che includono altri autori, sono oltre trecento. Sono qui elencate, in ordine approssimativamente cronologico (dalla più recente), solo le incisioni distribuite a partire dal 2000 e dedicate esclusivamente o prevalentemente a Dufay:
- G. Dufay - The Masses for 1453 (Missa Se la face ay pale / Missa L'homme armé) - Cantica Symphonia, dir. G. Maletto - Glossa GCD P31907 (2014).
- Supremum est mortalibus bonum (G. Dufay, Motets vol.II) - Cantica Symphonia, dir. G. Maletto - Glossa GCD P31904 (2008).
- Dufay: Mille Bonjours! - Diabolus in Musica, dir. Antoine Guerber - Alpha 116 (2007).
- Dufay: Missæ Resvellies vous / Ave regina coelorum - Cantica Symphonia, dir. K. Boeke & G. Maletto - Stradivarius "Echo" 11013 (2006).
- Guillaume Dufay: Missa Sancti Jacobi - La Reverdie - Arcana A342 (2006).
- Guillaume Du Fay: Motets, Hymns, Chansons, Sanctus Papale - Blue Heron Renaissance Choir, dir. Scott Metcalfe - Blue Heron BHCD 1001 (2006).
- Tempio dell'Onore e delle Vertù (G. Dufay, Chansons)- Cantica Symphonia, dir. G. Maletto - Glossa GCD P31903 (2006).
- Dufay: Mass for St Anthony Abbot / Binchois: Motets - Binchois Consort, dir. Andrew Kirkman - Hyperion CDA 67474 (2005).
- Guillaume Dufay: Chansons - Ensemble Tetraktys - Olive Music om 005 (2005).
- Quadrivium (G. Dufay, Motets vol.I) - Cantica Symphonia, dir. G. Maletto - Glossa GCD P31901 / P31902 (2005).
- Dufay: Flos florum. Motets, hymnes, antiennes dédiées à la Vierge - Ensemble Musica Nova, dir. Lucien Kandel - Zig-Zag Territoires ZZT 050301 (2005).
- L'Arbre de Mai: Chansons et danses au temps de Guillaume Dufay - Ensemble Allégorie - Alpha 054 (2004).
- Missa Se la face ay pale - Diabolus in Musica, dir. Antoine Guerber - Alpha 051 (2004).
- Dufay: Missa Puisque je vis / Motets - Binchois Consort, dir. Andrew Kirkman - Hyperion 67368 (2002).
- Le Champion des Dames: La Poésie de Martin le Franc et la musique de Dufay et Binchois - Continens Paradisi, Thais & Marcelo Ohara - Ricercar 228 (2002).
- Dufay: Voyage en Italie - La Reverdie - Arcana 317 (2001).
- Dufay: Missa Sancti Iacobi - Cappella Pratensis, Rebecca Stewart - Ricercar 233482 (2000).
- Dufay: Sacred music from Bologna Q15 - The Clerks' Group, dir. Edward Wickham - Signum 023 (2000).
- Guillaume Dufay: Missa "Se la face ay pale" - Magnificat quinti toni - Missa "Ecce ancilla Domini" - The Choir of the Church of the Advent, Boston, dir. Edith Ho & Mark Dwyer - Arsis CD-118 (2000).
- Guillaume Dufay: Fragmenta Missarum- Cantica Symphonia, dir. K. Boeke & G. Maletto - Stradivarius STR 33440 (2000).
- O Gemma Lux (Dufay: Intégrale des motets isorythmiques) - Huelgas Ensemble, dir. Paul Van Nevel - Harmonia Mundi 901700 (2000).
- Missa Se la face ay pale - Chansons - Ensemble Musica in casa Cozzi dir. Claudia Caffagni - Amadeus (2017)

### Libri
- Gerald Abraham, Anselm Hughes, Storia della musica (The New Oxford History of Music), vol. 3 Ars Nova e Umanesimo (1330-1450), Milano, Feltrinelli, Garzanti Editore, 1991,  pp. 239-264.
- Stefano Baldi, Introduzione a Il Conto dell'esecuzione del testamento e l'Inventario dei beni di Guillaume Dufay, Miscellanea di Studi 6, a cura di Alberto Basso, Torino, Centro Studi Piemontesi - Istituto per i Beni Musicali in Piemonte, 2006, 47-134.
- Stefano Baldi, Guillaume Du Fay a Pinerolo, Bollettino della Società Storica Pinerolese, 25 (2008), 15-31 [con abstract in inglese].
- Nanie Bridgman, Dizionario Enciclopedico Universale della Musica e dei Musicisti, voce Dufay, Guillaume, Le Biografie, vol. 2, Torino, UTET, 1984,  pp. 565-571, ISBN 88-02-03820-1.
- (EN)  Guillaume Dufay, Opera omnia, a cura di Heinrich Besseler con la revisione di David Fallows, Corpus mensurabilis musicae CMM 1, American Institute of Musicology, 1951-1995, pagina di informazioni e di esempi
- (EN) Ross W. Duffin (a cura di), A Performer's Guide to Medieval Music, Indiana University Press, 2000, ISBN 978-0-253-21533-8.
- (EN)  Willem Elders, Humanism and Early-Renaissance Music: A Study of the Ceremonial Music by Ciconia and Dufay, Tijdschrift van de Vereniging voor Nederlandse Muziekgeschiedenis, D. 27ste, Afl. 2de. (1977), 65-101.
- (EN) Willem Elders, Guillaume Dufay as Musical Orator, in Tijdschrift van de Vereniging voor Nederlandse Muziekgeschiedenis, D. 31ste, Afl. 1ste., 1981,  pp. 1-15.
- (EN) David Fallows, Dufay, edizione rivista, Londra, J.M. Dent & Sons, Ltd., 1987, ISBN 0-460-02493-0.
- Citazioni da un trattato di Dufay, in Collectanea Historiae Musicae, n. 4, Firenze, Olschki, 1966,  pp. 149-152.
- Emanuele Gasparini, Tra musica e architettura. Il "Nuper rosarum flores" di Dufay e la brunelleschiana cupola di Santa Maria del Fiore, Musica Realtà, 88 (2009).
- (EN)  Harold Gleason, Warren Becker, Music in the Middle Ages and Renaissance (Music Literature Outlines Series I). Bloomington, Indiana, Frangipani Press, 1986. ISBN 0-89917-034-X
- (EN)   Charles Hamm, Guillaume Dufay, in Stanley Sadie (a cura di), The New Grove Dictionary of Music and Musicians, vol. 5, 1ª ed., Londra, MacMillian, 1980,  674-687, ISBN 978-0333231111.
- Massimo Mila, Guillaume Dufay, Torino, G. Giappichelli Editore, 1972-73, 2 voll.
- Massimo Mila, Guillaume Dufay, nuova edizione a cura di Simone Monge, Torino, Einaudi, 1997. ISBN 88-06-14672-6
- (EN)   Alejandro Enrique Planchart, Du Fay, Guillaume, in Stanley Sadie e John Tyrrell (a cura di), The New Grove Dictionary of Music and Musicians, 2ª ed., Oxford University Press, 2001, ISBN 978-0195170672.
- (EN)  Alejandro Enrique Planchart: Guillaume Du Fay: The Life and Works , Cambridge Univ Press, 2017. ISBN 978-1107166004
- (EN)  Gustave Reese, Music in the Renaissance, New York, W.W. Norton & Co., 1954. ISBN 0-393-09530-4
- Francesco Rocco Rossi, Guillaume Du Fay. Palermo, L'Epos, 2008. ISBN 978-88-8302-360-6
- (EN) Marvin Trachtenberg, Architecture and Music Reunited: A New Reading of Dufay's "Nuper Rosarum Flores" and the Cathedral of Florence, in Renaissance Quarterly, n. 54, 2001,  pp. 740-775.
- (EN)  A. Walters Robertson, The Man with the Pale Face, the Shroud, and Du Fay's "Missa Se la face ay pale", The Journal of Musicology 27/4 (2010), 377–434, ISSN 0277-9269.
- (EN) Charles W. Warren, Brunelleschi's Dome and Dufay's Motet, in The Musical Quarterly, n. 59, 1973,  pp. 92-105.
- (EN) Craig Wright, Dufay's "Nuper rosarum flores", King Solomon's Temple, and the Veneration of the Virgin, in Journal of the American Musicological Society, n. 47, 1994,  pp. 395-441.